# Alta via no 1
Ne doit pas être confondu avec Haute Route n° 1.
L'alta via no 1, aussi connu sous les noms de Alta Via delle Dolomiti no 1 ou de la Classica, est un itinéraire de randonnée dans les Alpes italiennes. Il comporte entre 8 et 13 étapes quotidiennes pour une distance totale de 125 km du lac de Braies, dans la province autonome de Bolzano à Belluno, dans la province homonyme.

## Géographie
L'alta via no 1 longe les crêtes principales des Dolomites orientales vers le sud. Le chemin traverse des chaînons montagneux caractéristique des Dolomites : les Dolomites de Braies, le groupe de Fanes ou encore le chaînon du Nuvolau. Le sentier passe à proximité de montagnes célèbres des Dolomites, telles que la Croda da Lago, le Monte Pelmo, la Civetta ou la Schiara. L'altitude est comprise entre 1 500 et 2 800 m.

## Caractéristiques

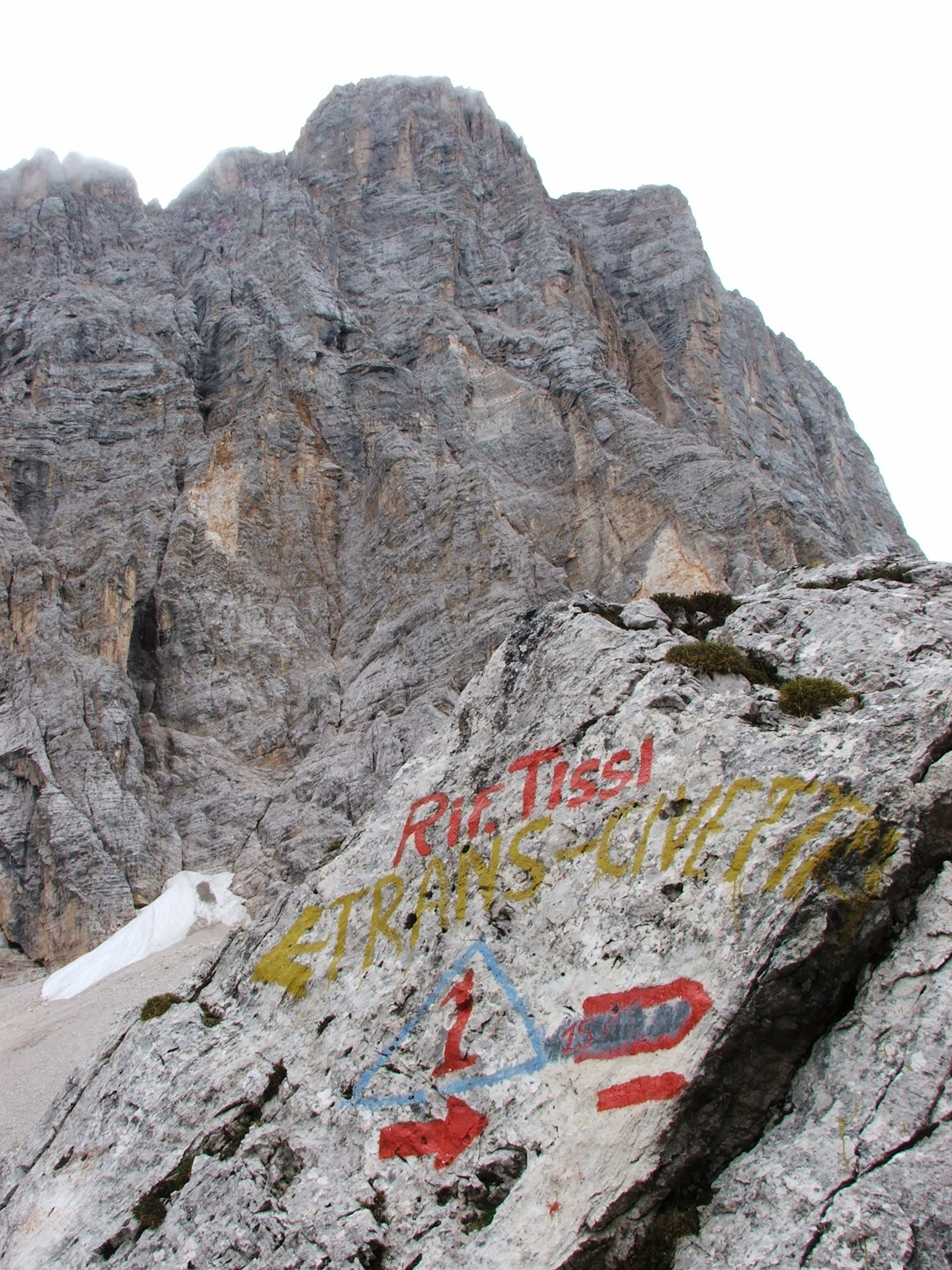
Marquage du sentier devant l'imposante face de la Civetta.

L'alta via no 1 est l'itinéraire classique des hautes Dolomites, et présente des difficultés techniques modérées. Il devient néanmoins plus difficile en allant vers le sud, mais la seule partie qui présente des difficultés d'alpinisme est la descente de la via ferrata du Marmol, sur la Schiara, qui peut cependant être évitée.
Les paysages naturels traversés ont fortement contribué à la renommée de ce sentier. Les remontées mécaniques et les pistes ne sont visibles que sur une courte portion s'étalant du col de Falzarego au refuge Cinque Torri. 
Durant la période estivale, il y a généralement beaucoup de circulation à proximité des refuges facilement accessibles, telles que la Faneshütte, ou des lieux de concentration tels que le lac de Braies et le col de Falzarego. Cependant, beaucoup de sections sont étonnamment isolées malgré leur faible niveau de difficulté et le paysage qu'elles offrent, notamment dans la partie méridionale du sentier. 
L'alta via no 1 traverse trois zones linguistiques et leurs cultures associées : partant de la vallée germanophone val Pusteria, il traverse ensuite le Fanesgebiet, vallée ladine. Enfin, au sud du col de Falzarego, domine la langue italienne. 
Des fils de fer barbelés rouillés et des tunnels profonds témoignent des combats acharnés qui ont eu lieu autour de la frontière entre ces zones pendant la Première Guerre mondiale. L'ancien prétendu front alpin a laissé de nombreuses traces visibles, créant ainsi aujourd'hui un musée à ciel ouvert. 

## Refuges

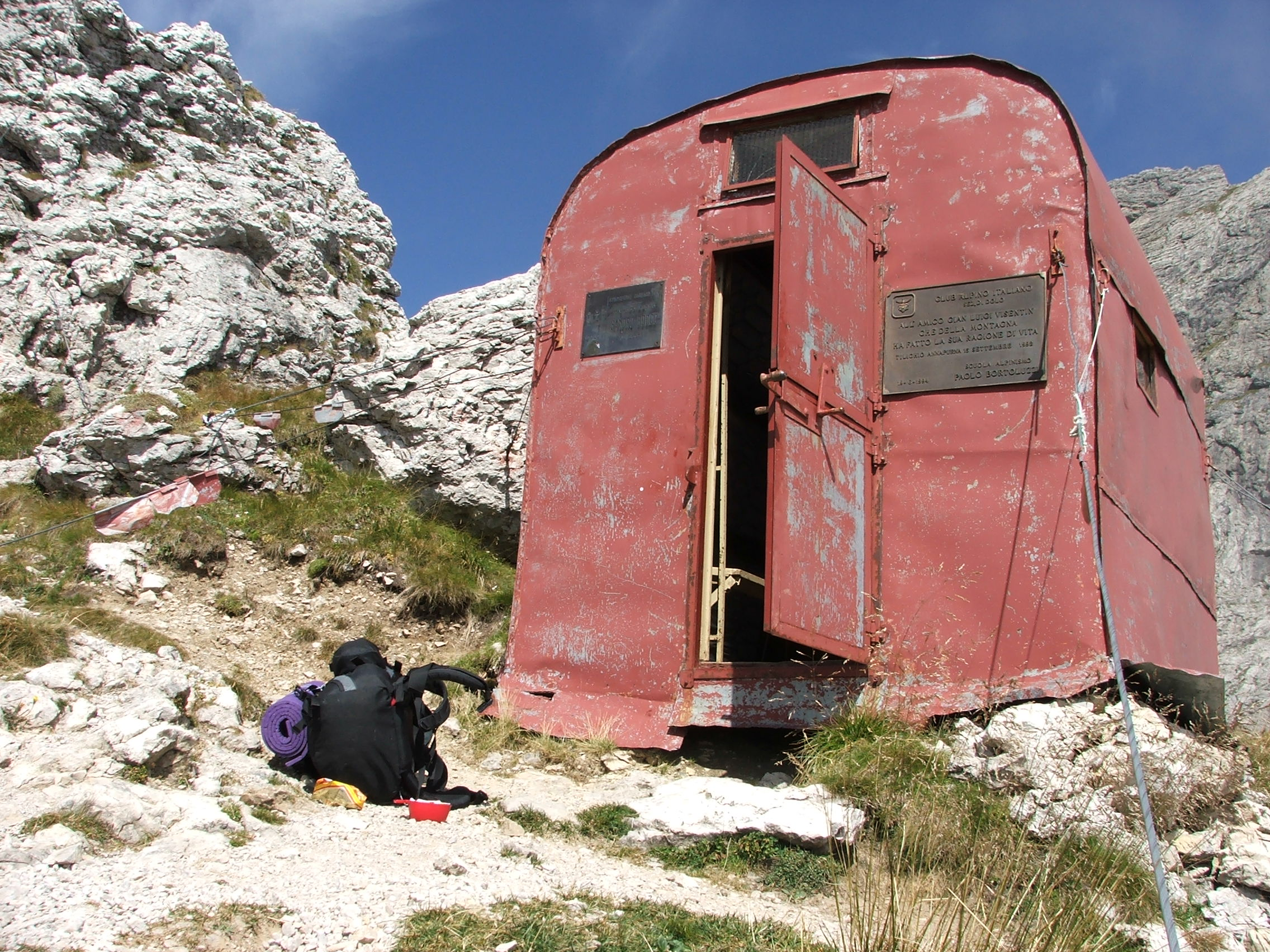
Le bivouac du Marmol.

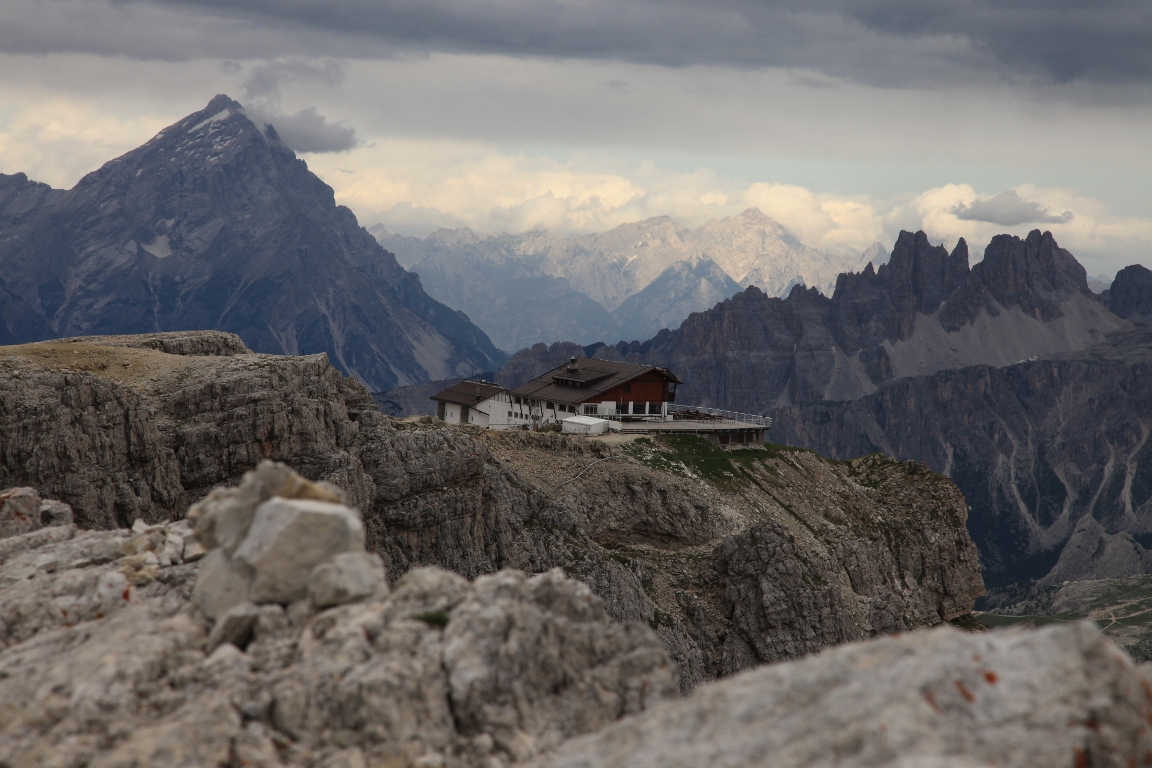
Le refuge Laguzuoi.

De nombreux hébergements sont situés directement sur l'alta via no 1 ou à proximité du chemin : 
- Graziani Lodge & Chalets[1]
- Seekofelhütte
- Senneshütte
- Schutzhütte Fodara Vedla
- Albergo Alpino Pederu
- Faneshütte
- Lavarellahütte
- Malga Fanes Grande
- refuge Lagazuòi
- refuge Col Gallina
- refuge Averàu
- refuge Nuvolàu
- refuge Scoiattoli
- refuge Cinque Torri
- refuge Croda da Lago
- refuge Città di Fiume
- refuge Passo Staulanza
- refuge Adolfo Sonino al Coldài
- refuge Attilio Tissi
- refuge Mario Vazzolèr
- refuge Bruto Carestiato
- refuge Cesare Tomè
- refuge San Sebastiano
- refuge Sommariva al Pramperét
- refuge Pian de Fontana
- bivouac du Marmol
- refuge 7e Alpini

## Étapes
La classification suivante est proposée à titre suggestif et, grâce aux nombreux refuges, les étapes peuvent être divisées en sections plus courtes ou combinées pour former des itinéraires plus longs. 
| Étape | Départ                  | Arrivée                       | Durée           | Dénivelé positif | Dénivelé négatif | Description |
| ----- | ----------------------- | ----------------------------- | --------------- | ---------------- | ---------------- | --- |
| 1     | lac de Braies (1 496 m) | Seekofelhütte (2 126 m)       | 3 h 30 - 4 h    | 900 m            | 70 m             | Après avoir longé la rive occidentale du lac, le sentier entame l'ascension de la Croda del Becco. En montant dans la vallée, entouré de pins, le chemin effectue quelques virages en épingle à cheveux conduisant à la partie supérieure de la vallée. Après avoir croisé l'alta via no 4, le sentier monte jusqu'à un plateau déboisé. En continuant à travers de gros rochers, il atteint la forcella Sora Forno, à 2 388 m. Une brève descente mène au refuge Biella/Seekofelhütte. |
| 2     | Seekofelhütte           | Faneshütte (2 060 m)          | 4 h 30 - 5 h    | 610 m            | 870 m            | Étape facile. L'itinéraire traverse d'abord sur un plateau en direction de Senneshütte (2 126 m), où peuvent apparaitre des difficultés d'orientation selon les conditions météorologiques, puis descend sur une piste escarpée avec des virages serrés au refuge Pederü (1 545 m). Le paysage est parfois lunaire et dépourvu de vie, mais les étangs et les pics colorés offrent un panorama unique. Le sentier monte d'une centaine de mètres à l'ouest puis tourne vers le sud pour arriver au refuge Fanes. |
| 3     | Faneshütte              | refuge Lagazuoi (2 752 m)     | 4 h 30 - 5 h 30 | 1 100 m          | 400 m            | Depuis le refuge Fanes, il faut prendre le chemin 11 qui, après quelques virages en épingle à cheveux, mène au large plateau herbeux qui abrite le lac de Limo. Malgré la simplicité de l'itinéraire, des difficultés d’orientation peuvent apparaîtraient en cas de mauvais temps. Le chemin mène ensuite à la Malga Fanes Grande puis monte à la Forcella del Lago (2 486 m), puis descend jusqu'au lac de Lagazuoi. Il continue ensuite le long du lac, monte à la Forcella Lagazuoi (2 573 m) et commence la dernière montée qui mène au refuge Lagazuoi. |
| 4     | refuge Lagazuoi         | refuge Cinque Torri (2 137 m) | 4 h 30          | 490 m            | 1 110 m          | Le sentier commence par descendre en traversant des éboulis jusqu'au col de Falzarego. À partir de là, il traverse des prairies, puis de grands rochers et enfin des ravins escarpés jusqu'à la Forcella Averàu puis, mène au refuge Averàu. Depuis le refuge, l'itinéraire passe par la Forcella Lagazuoi, la Forcella Travenanzes (2507 m), la Forcella Col dei Bos (2331 m) puis vers les pentes du Castelletto. En longeant la face sud de la Tofana di Rozes, il descend vers le sud jusqu'à atteindre le Rifugio Dibona. De là, pour un court trajet, l'alta via suit une route militaire puis la route nationale sur environ 300 mètres et, dans un virage large, un sentier monte rapidement dans les bois et s'ouvre vers le paysage pittoresque entre l'Averau et les Cinque Torri. |
| 5     | refuge Cinque Torri     | refuge Croda da Lago          | 3 h             | 380 m            | 470 m            | Randonnée facile et pittoresque dans la vallée du Boite. Le sentier descend d'abord au col de Giau puis continue vers le sud-est vers la Forcella di Zonia puis la Forcella Piombìn. Après le sauvage Val Cernèra, le sentier atteint la Forcella Giàu puis la Forcella Ambrizzòla, avant de d'entamer une descente vers le lac Federa où se situe le refuge Croda da Lago. |
| 6     | refuge Croda da Lago    | passo Staulanza               | 3 h - 3 h 30    | 350 m            | 630 m            | Le chemin monte à la Forcella Ambrizzòla, puis traverse des éboulis jusqu'à la Forcella Col Duro puis descend à la Forcella de la Puìna. De là, l'itinéraire descend au refuge Città di Fiume. Enfin, il descend doucement sur un bon sentier, alternant à travers une forêt de conifères légère et les pentes d'éboulis verdoyants du Monte Pelmo jusqu'aux prairies du passo Staulanza et son refuge, en amont du val di Zoldo. |
| 7     | passo Staulanza         | refuge Tissi                  | 4 h - 4 h 30    | 840 m            | 340 m            | L'itinéraire atteint d'abord la Forcella di Alleghe puis un chemin plus raide en direction du Monte Coldài mène au refuge Coldài. Après le lac Coldài, le sentier longe la face de la Civetta jusqu'à la Forcella di Col Negro, puis redescend dans le val Civetta que, et enfin monte jusqu'au refuge Tissi. |
| 8     | refuge Tissi            | refuge Carestiato             | 5 h 30 - 6 h    | 630 m            | 1 060 m          | Randonnée facile sur le pittoresque plateau au pied de la Civetta. Le sentier passe au refuge Vazzolèr, puis continue sur un chemin cahoteux à travers la forêt et sur des pierriers le long des pentes de la Moiazza. Après une courte section raide, sécurisée avec un câble métallique, il arrive à la Forcella Col dell 'Orso, où il est à nouveau plus facile dans les alpages jusqu'à Forcella del Camp. Enfin, après une légère montée et une descente dans des d'éboulis, le refuge Carestiato signe la fin de l'étape. |
| 9     | refuge Carestiato       | refuge Pramperét              | 4 h 45 - 5 h 45 | 540 m            | 520 m            | L'alta via suit d'abord une piste modérément fréquentée jusqu'au col Duran, puis descend pendant quelques centaines de mètres sur la route du col avant de tourner à gauche sur un chemin forestier. Ensuite, une montée à travers la forêt mène à la Malga Moschesìn puis le large chemin mène à la Forcella Moschesìn et au refuge Pramperét. |
| 10    | refuge Pramperét        | refuge Pian de Fontana        | 2 h 45 - 3 h    | 540 m            | 760 m            | Bien que lam montée à la Cime de Zità soit marquée comme difficile sur la carte, aucune portion n'est particulièrement exposée ou dangereuse. Enfin, une descente raide à travers les prairies mène au refunge Pian de Fontana. Ceux qui ne sont pas confiants pour l'étape suivante ou qui sont contraints d'éviter l'étape suivante à cause du mauvais temps peuvent descendre via le refuge Bianchet à travers une gorge jusqu'à la route (bus pour Belluno). |
| 11    | refuge Pian de Fontana  | refuge 7e Alpini              | 6 h - 8 h       | 780 m            | 920 m            | De loin l'étape la plus exigeante de ce sentier d'altitude, comprenant la via ferrata Màrmol, classée moyennement difficile et relativement longue. L'alta via se dirige d'abord vers la Forcella La Varéta, et après la bifurcation vers le refuge Bianchet (variante en cas de mauvais temps ou manque d'équipement de via ferrata), le chemin monte jusqu'à Forcella del Màrmol. La via ferrata commence au bivouac du Màrmol, qui descend sur des échelles et le long de câbles métalliques dans les replis de la gorge étroite avant une montée relativement longue. L'étape se termine au refuge 7e Alpini. |
| 12    | refuge 7e Alpini        | Belluno                       | 4 h - 4 h 30    | 140 m            | 1 090 m          | Étape facile, qui commence par une descente raide, puis plus douce dans les gorges du ruisseau Ardo, à travers une forêt de feuillus. Enfin, l'itinéraire se termine sur des petites routes à travers les villages jusqu'à Belluno. |

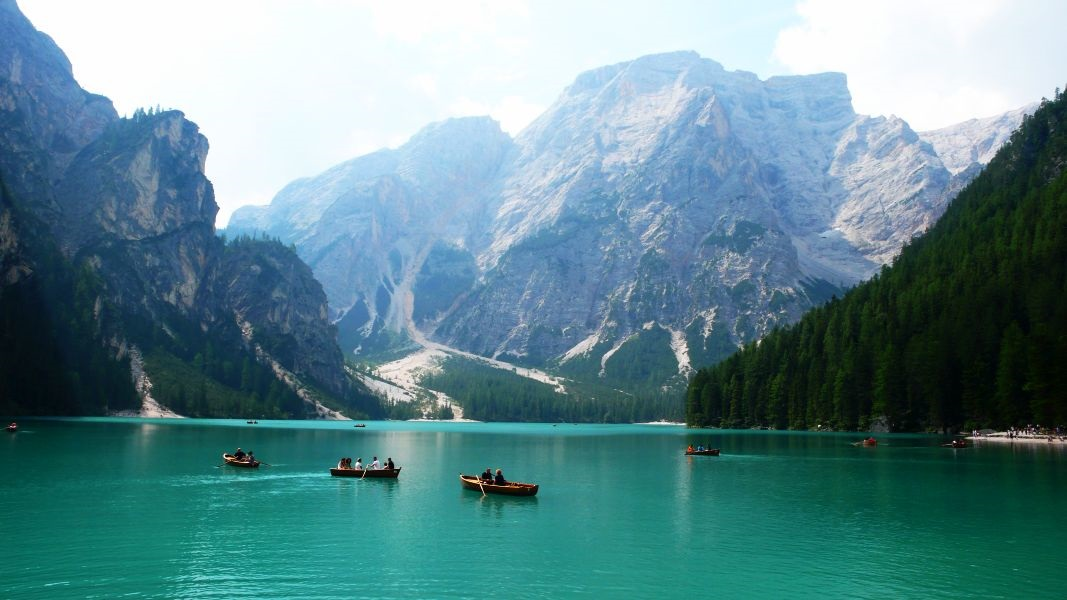
Le lac de Braies, point de départ de l'alta via no 1.
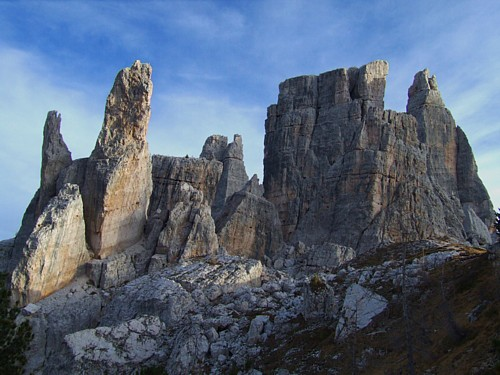
Les Cinque Torri.
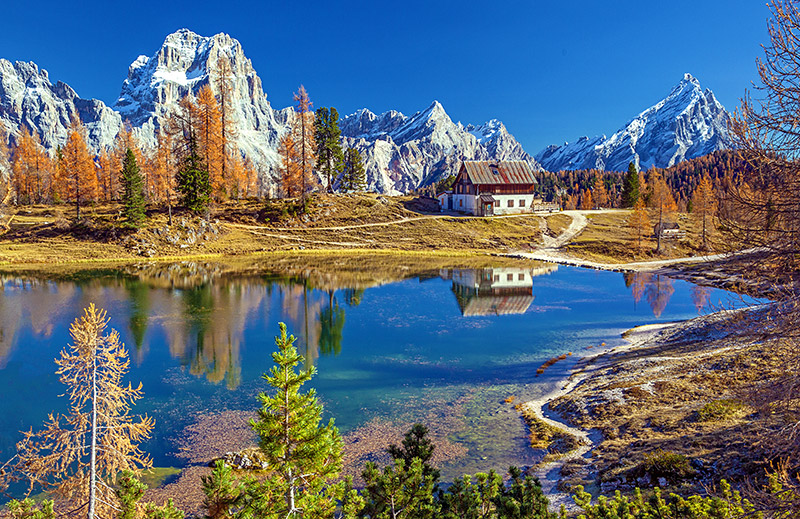
Le lac Federa.
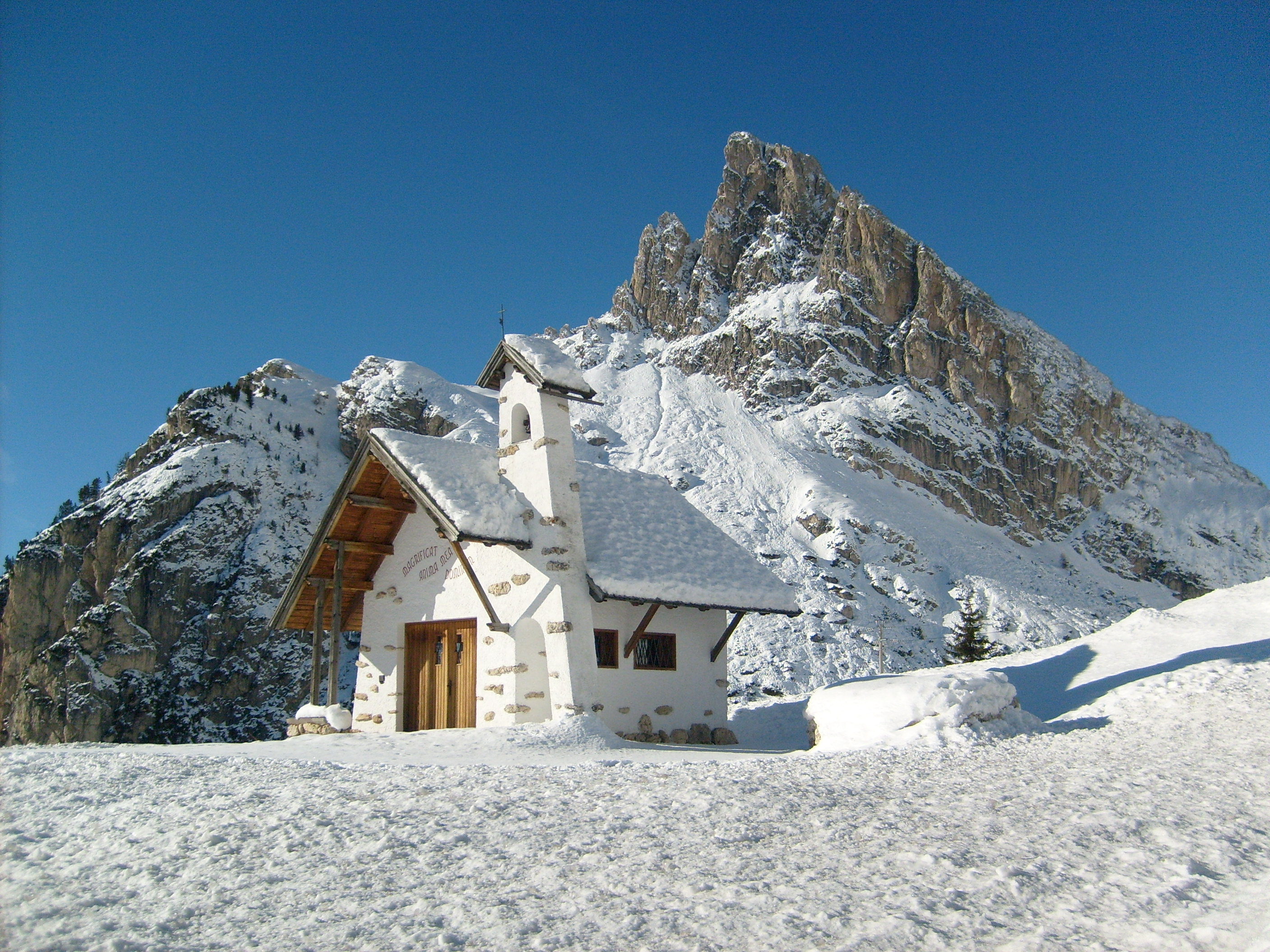
Chapelle commémorative au passo Falzàrego.